# Перевезенцев, Пётр Юльевич
Пётр Юльевич Перевезенцев (Род. 29 апреля 1962 года, Москва) — график и художник книги, иллюстратор, поэт.

## Биография
Пётр Перевезенцев родился в Москве в семье художника Юлия Юльевич Перевезенцева. Учился на художественно-технологическом факультете Московского Технологического института, который окончил в 1985 году. В 1987 году Пётр становится членом Молодежного объединения при МОСХ; через два года вступает в Московский Союз художников (1989). Многие годы сотрудничает как иллюстратор с книжными издательствами (Вита Нова и др.) и журналами.
По данным Государственного музейного каталога РФ (на 15.01.2023) двадцать семь работ художника входит в постоянные коллекции музеев России.
Пётр Перевезенцев частый участник групповых проектов в формате livre d'artiste: Город как субъективность художника, СПб, 2020 (куратор — Алексей Парыгин), ИЛИ@ЗДА, Мск. 2019 (кураторы — Василий Власов и Михаил Погарский); Поэзия неведомых слов (вариации в кириллице), Мск. 2019 (кураторы — Василий Власов и Михаил Погарский); Жёлтый звук, (к 85-летию Альфреда Шнитке) Мск. 2019 (кураторы — Василий Власов и Михаил Погарский); Русский Букварь, Мск. 2018 (кураторы — Виктор Лукин и Михаил Погарский); ПтиЦЫ и ЦЫфры, (130-летию Велимира Хлебникова) СПб. 2015 (куратор — Михаил Карасик); Книга на острие современного искусства, СПб-Мск. 2013 (кураторы — Виктор Лукин и Михаил Погарский).
Живет и работает в Москве.

## Музейные коллекции

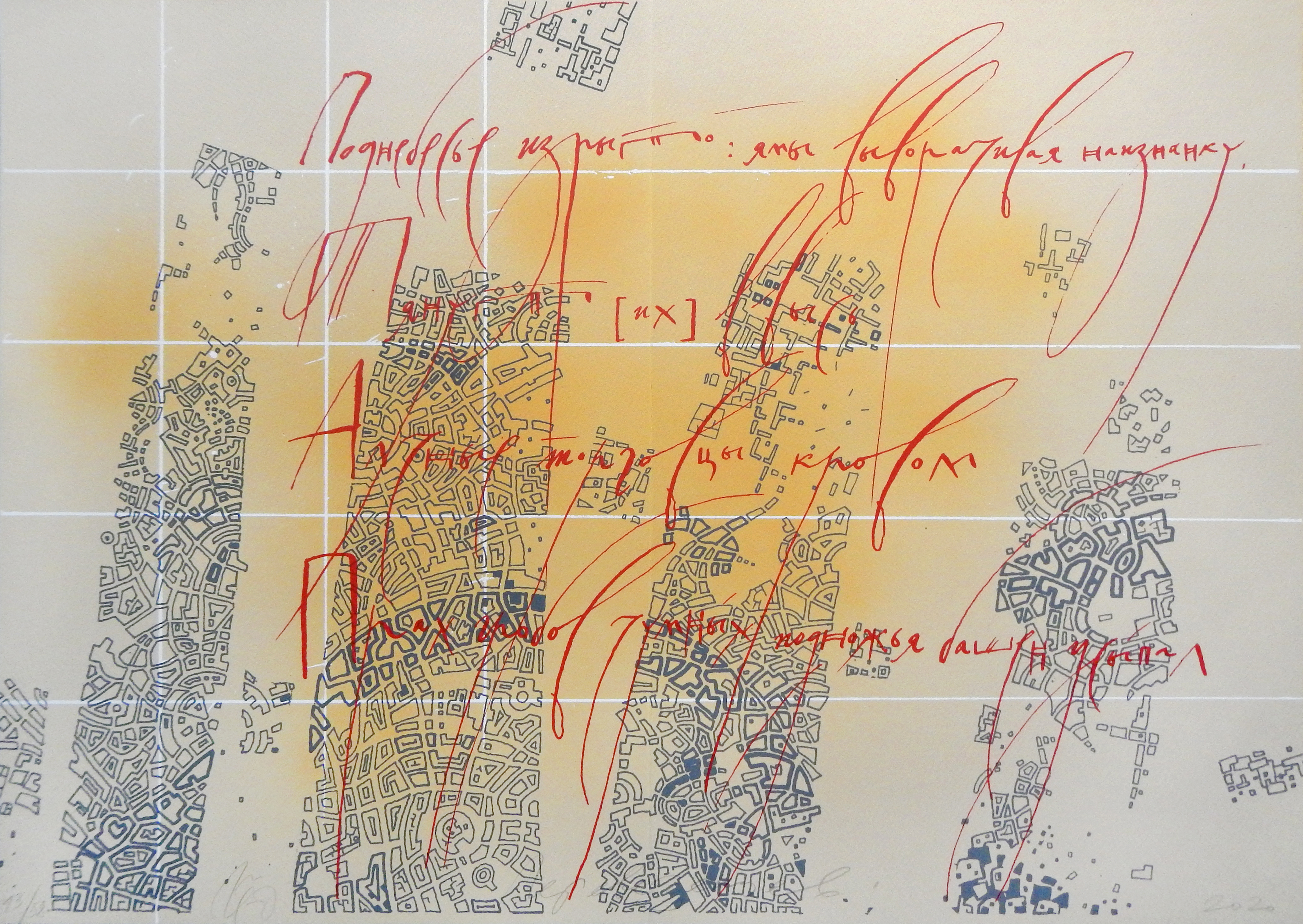
Поднебесье изрыто (для проекта Город как субъективность художника). 2020, 42 х 59,4 см, б., цв. шелкография, см. техника

- Эрмитаж. Научная библиотека Эрмитажа, Сектор редких книг и рукописей. (Санкт-Петербург).
- Государственный Русский музей. (Санкт-Петербург)[9].
- Отдел эстампов и фотографий Российской национальной библиотеки. (Санкт-Петербург).
- Музей Анны Ахматовой в Фонтанном доме. (Санкт-Петербург).
- ГМИИ им. Пушкина. (Москва).
- Музей современного искусства «Гараж». Коллекция книги художника. (Москва).
- AVC Charity Foundation. (Москва).
- Музей АZ. (Москва).
- Калининградский областной музей изобразительных искусств (Калининград)[10].
- Ярославский художественный музей.

- Музей Виктории и Альберта (Лондон).
- Музей ван Аббе. LS (Альберт Лемменс & Серж Стоммелс) коллекция русской Книги художника Эйндховен (Нидерланды).
- Музей современного искусства Тренто и Ровенто (Италия).
- Баварская государственная библиотека (Мюнхен).
- Берлинская государственная библиотека.
- Музей Клингшпора. Музей искусства книги и шрифта (Оффенбах-ам-Майн).
- Саксонская земельная библиотека. Фонд Книги художника (Дрезден).
- Университетская научная библиотека (Маннхайм).

## Выстави
Пётр Перевезенцев участник множества групповых проектов в России и за её пределами, и более сорока персональных показов и перформансов в России и за рубежом.